# Unicanal (Paraguay)
Unicanal es un canal de televisión abierta paraguaya de corte noticioso. Fue lanzado originalmente el 15 de diciembre de 1989 como un canal de suscripción denominado Asunción Cable TV4, y es propiedad de Grupo JBB. 
Unicanal fue el encargado de transmitir en directo los partidos del fútbol paraguayo, como la Copa de Primera, División Intermedia y la Primera B por televisión paga. Incluso, solía emitir ocasionalmente los partidos amistosos de la selección paraguaya de fútbol en todas sus categorías al nivel nacional.

## Historia
Unicanal, en ese entonces como Asunción Cable TV4, comenzó a transmitirse el 15 de diciembre de 1989 a las 5:45 (hora local). Los primeros años del canal fueron programas enlatados que fueron emitidas previamente en los 2 únicos canales del país en ese entonces Canal 9 SNT y Canal 13 RPC y estrenos de series y películas. Meses después entre 1990 se crea el servicio de noticias denominado TV4 Noticias y sus conductores principales eran Pedro Espínola, Ana Benítez de Cutillo (madre de la periodista Amalia Cutillo), Juan Pastoriza, Fernando Martínez, Luis Rodríguez y Fernando Villalba.
En mayo de 1992 TV4 pasa a llamarse como Canal 4 TV Cinema y comienza a emitirse las 24 horas del día, además se transmitían series, películas, telenovelas y dibujos animados de la década de los 70 y los 80, respectivamente. También tuvo su canal hermano llamado Kablito un canal dedicado exclusivamente a los niños emitiendo caricaturas y series, estuvo en el canal 8 de CVC de 6:00 a 20:00 y también Sport TV emitida desde las 20:00 a 6:00. También se emitía las cuatro ediciones diarias de Reporte Visión. En marzo de 1996 TV Cinema emitía la telenovela mexicana llamada Yo no creo en los Hombres de Televisa a las 20:30 (hora local) y Te dejare de amar de TV Azteca a las 18:00 (también hora local).
A finales de enero de 1996 la empresa CVC llegó a un acuerdo con la APF y las empresas CVC y TVD, respectivamente son adquiridas por el Grupo Clarín y el 6 de abril de 1998 pasa a tener su dicha denominación actual. Ese mismo año 1998 el canal infantil Kablito deja de existir.
En marzo de 2000 Unicanal emitía la telenovela venezolana llamada Enamorada con Gaby Espino y René Lavand. En marzo de 2001 dicho canal propio de CVC y TVD emitía la telenovela venezolana llamada La Revancha con Danna García y Jorge Reyes en el horario de las 17:00. En febrero de 1999 lanza su página web www.unicanal.com.py.
Comenzó a emitir su señal regular el 3 de marzo de 2008, ofreciendo noticieros de producción propia, series importadas y series pertenecientes a la grilla de El Trece de Argentina. Mantenía además la exclusividad en la transmisión en directo o en vivo del fútbol local a través de Teledeportes (una productora audiovisual y organizadora de eventos deportivos del grupo) y de a poco fue ampliando su programación con producciones independientes y programas de actualidad. También transmite a través de cable para el Gran Ciudad del Este, que es la empresa TV Cable Paraná. Desde 2015 posee los derechos televisivos exclusivos para poder transmitir en vivo la Primera C a través de Hechos Pelota. En febrero de 2015 Tigo vendió Unicanal al Grupo JBB de Javier Bernardes y a partir de septiembre de ese año Unicanal se incorporó a través de Claro TV. A partir del 27 de febrero de 2015 Unicanal ya forma parte del grupo JBB.
Desde el 29 de enero de 2018, Unicanal comenzó transmisiones en la televisión digital terrestre en el canal 3.2 emitiendo en 1920x1080i.

## Programación
- Paraguay en Vivo
- La Mañana de Unicanal
- Noticiero Internacional
- Compacto Económico
- La Cocina de Sarita
- Deportes Unicanal
- Noticiero Unicanal
- ¡Estamos Ready!
- Unitech
- Callejeros
- Buena Tarde
- Esto es Vida
- Noticiero Central
- +Fútbol
- La Caja Negra
- El Péndulo
- Libres Para Elegir
- En Sintesís
- TV al Aire
- NTU
- Descubriendo el País
- Aventura Xtrema
- De la Claqueta
- Vero Vega Presenta
- Javorai Geek
- Máquinas y Construcciones
- Asado Benítez
- Causa Justa
- Cara o Cruz
- Escena del Crimen